# ایست وناتچی بنچ، واشینگتن
ایست وناتچی بنچ (به انگلیسی: East Wenatchee Bench) یک منطقهٔ مسکونی در ایالات متحده آمریکا است که در شهرستان داگلاس، واشینگتن واقع شده‌است. ایست وناتچی بنچ ۲۳٫۴ کیلومتر مربع مساحت و ۱۳٬۶۵۸ نفر جمعیت دارد و ۲۸۰ متر بالاتر از سطح دریا واقع شده‌است.